# Aprionus internuntius
Aprionus internuntius är en tvåvingeart som beskrevs av Jaschhof 2003. Aprionus internuntius ingår i släktet Aprionus och familjen gallmyggor.
Artens utbredningsområde är Tyskland. Inga underarter finns listade i Catalogue of Life.